# Doncourt-lès-Longuyon
Doncourt-lès-Longuyon – miejscowość i gmina we Francji, w regionie Grand Est, w departamencie Meurthe i Mozela.
Według danych na rok 1990 gminę zamieszkiwało 241 osób, a gęstość zaludnienia wynosiła 43 osób/km² (wśród 2335 gmin Lotaryngii Doncourt-lès-Longuyon plasuje się na 806. miejscu pod względem liczby ludności, natomiast pod względem powierzchni na miejscu 956.).

## Populacja

Populacja Doncourt-lès-Longuyon w latach 1962-2008

## Historia

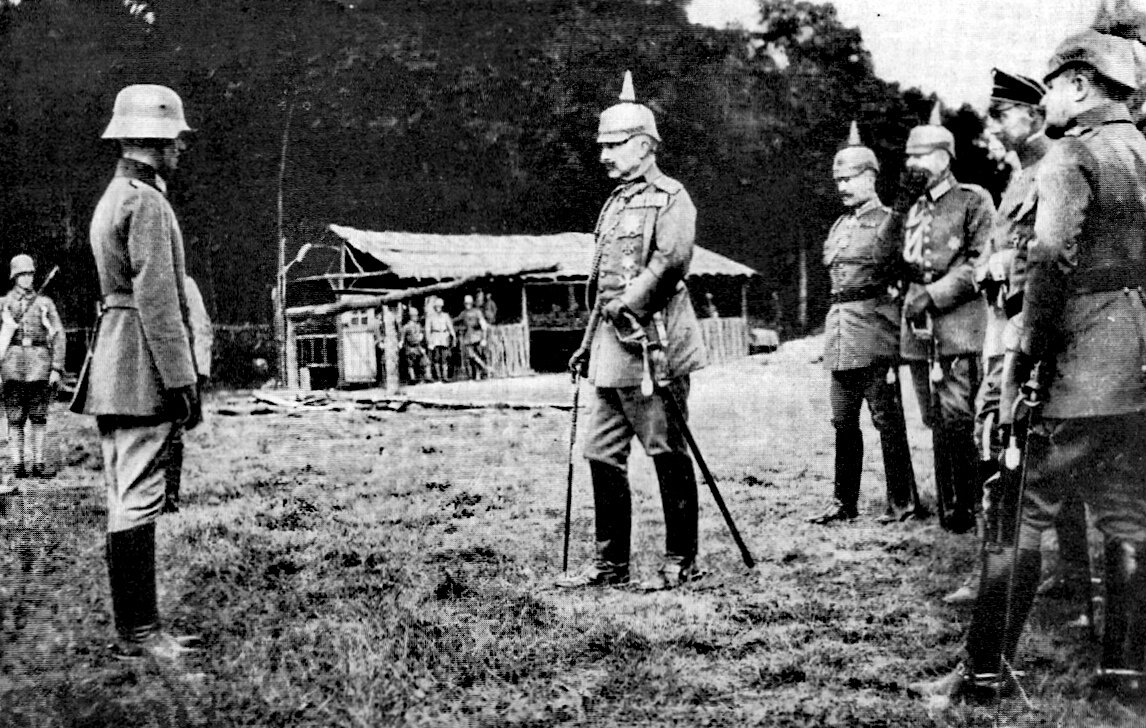
Cesarz Wilhelm II z wizytą na poligonie pod Doncourt

Podczas I wojny światowej las Doncourt wykorzystywany był jako poligon przez niemiecki 5. batalion szturmowy „Rohr” (Sturm-Bataillon Nr. 5 (Rohr)) dowodzony przez Willy'ego Rohra. 14 sierpnia 1916 r. poligon odwiedził cesarz niemiecki Wilhelm II Hohenzollern.